# Alfred Hsing
Alfred Hsing (kínai nevén 邢思杰 Hszing Sze-csie (Xíng Sī Jié)) (San José, Kalifornia, 1983. november 23. –) kínai származású amerikai harcművész, kaszkadőr, harckoreográfus és színész. 2009-ben aranyérmet szerzett a kanadai Torontóban megrendezett 10. Vusu (Vusu) Világbajnokságon kard kategóriában. Színészként kisebb szerepeket játszott, valamint a Deadliest Warrior című televíziós sorozat saolinszakértőjeként vált ismertté.

## Élete és pályafutása
Gyerekkorában Jackie Chan- és Jet Li-filmeken nőtt fel, ezek a filmek inspirálták, hogy harcművészetet kezdjen tanulni. 15 évesen kezdett kungfu- és vusu (vusu)leckéket venni. Tanulmányait az UCLA egyetemen végezte közgazdaságtan és számítástechnika szakirányon.
2007-ben bekerült az Amerikai Egyesült Államok vusu (wushu)csapatának C osztályába, egy évvel később az Annual Chinese Martial Arts Tournament bajnoka lett.
2009-ben otthagyta akkori munkahelyét, hogy kizárólag a vusu (wushu)ra koncentrálhasson, bekerült a nemzeti csapat A osztályába, majd ugyanebben az évben aranyérmet szerzett a világbajnokságon. Eredményei kapcsán a Kung Fu és a Masters magazin is interjút készített vele.
Hsing szerepelt a CSI: New York-i helyszínelők és a Deadliest Warrior című sorozatokban, valamint az Aakhari Decision című indiai filmben. 2011-ben Jet Li The Sorcerer and the White Snake című filmjében is szerepet kapott.
Alfred Hsing csaknem két évig volt Jet Li személyi asszisztense.
Jackie Chan kaszkadőrcsapatának tagjaként is dolgozott A sas és a sárkány című filmben.